# デーメーテール
デーメーテール（古希: ΔΗΜΗΤΗΡ（Δημήτηρ）、古代ギリシア語ラテン翻字: Dēmētēr）は、ギリシア神話に登場する女神である。長母音を省略してデメテルとも表記される。豊穣神であり、穀物の栽培を人間に教えた神とされる。オリュンポス十二神の一柱。その名は古典ギリシア語で「母なる大地」を意味する。「掟をもたらす者」という意味の「デーメーテール・テスモポロス」という別名がある。ローマ神話ではケレースと同一視された。

## 概説
クロノスとレアーの娘で、ゼウスの姉にあたる。ゼウスとの間に娘コレー（後の冥府の王妃ペルセポネー）をもうけたものの、その経緯はゼウスがデーメーテールに無理やり迫った挙句、無理やり子供を作らされたため、ゼウスにあまり良い印象を持っていなかった（ただし子供であるペルセポネーには愛情を注いでいた）。さらに弟の海神ポセイドーンからも無理強いされ、秘儀の女神デスポイナと1頭の名馬アレイオーン（アリーオーン）を生んだ。最も有名な恋人のイーアシオーンは愛する者をとられたゼウスの嫉妬によって稲妻に撃たれた。イーアシオーンとの間にプルートスとピロメーロスを生んだ。
普段は温厚だが怒ると飢餓をもたらすため、ゼウスも一目置いている。テッサリアー地方の王エリュシクトーンがデーメーテールの聖地である森の木を根こそぎ伐採したときは、彼の下へ「飢餓」を遣わして、エリュシクトーンをいくら食べても満たされない激しい飢えで苦しめ、最終的にはエリュシクトーンが自身の体を貪り食う形で死に追いやった。この火が燃えるような飢えの苦しみのため、彼はアイトーン（燃え盛るの意）と呼ばれるほどであった。
デーメーテール信仰の歴史は非常に古く、紀元前10世紀（紀元前17～15世紀頃からデーメーテールの祭儀であるエレウシースの秘儀が始まっていることからさらに古い可能性もある）にも遡ると考えられる。デーメーテールの名前も後半「メーテール」は古代ギリシャ語の母を意味する言葉である。前半の「デー」ははっきりとはしないが、大地を意味する「ゲー」（ガイア）が変形したものであるとの説が有力である。この名前が示す通り、彼女は本来、ギリシャの土着の農耕民族に崇拝された大地の女神、豊穣の女神と考えられている。
後世にギリシアに侵入した遊牧民族（と考えられる）は農耕民族を征服し、被征服民族のこの信仰を弾圧した。デーメーテールがゼウスに辱めを受ける神話は豊穣の女神に奉じる農耕民族が雷の神を奉じる遊牧民族に征服されたことを、ペルセポネーが攫われたことでデーメーテールが放浪する神話は彼女の信仰の拠点が弾圧によって各地を転々としたことを示していると考えられている。
しかし結局、被征服者のデーメーテール信仰を無視できず自らの神である雷の神の姉であり愛人の地位を与えて取り込んだものと考えられる。神話でもデーメーテールは神々の始祖であるガイアからレアーに続く地母神の正当な後継であり、数多の女神の中でも最高位の存在とされ「大女神」と呼ばれている。

## 神話

### ペルセポネーの略奪

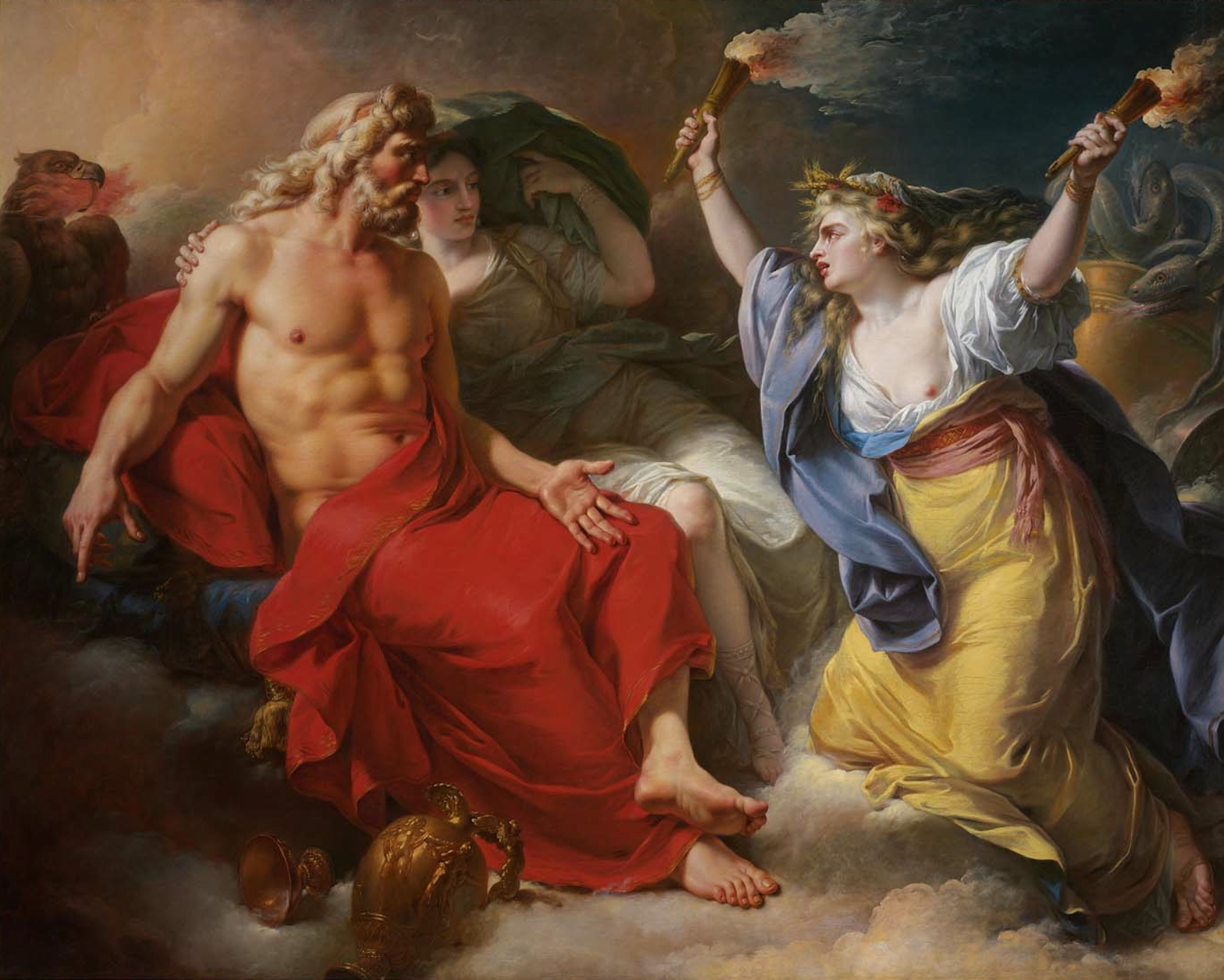
アントワーヌ＝フランソワ・カレの1777年の絵画『ゼウスに抗議するデーメーテール』。ボストン美術館所蔵。

デーメーテールの娘コレー（ペルセポネー）は、行方が分からなくなる。何か悪いことに巻き込まれたのではないかと考えたデーメーテールは、犯罪に詳しい神と言われるヘカテーに問い掛ける。ヘカテーは「ペルセポネーはハーデースに冥界に連れ去られた」と答えた。女神は、ハーデースがペルセポネーを誘拐したことを知る。しかし、ゼウスたち他の姉弟と違い純真で心優しい性格であるハーデースがそんなことをするはずがないと考えたデーメーテールは、地上のことは何でも知っているとされるヘーリオスに確認を求めた。
ヘーリオスは、「ゼウスが、ペルセポネーを后に迎えたいと言ったハーデースを唆し拉致させた」と女神に教える。デーメーテールはゼウスがこの誘拐に加担したことを知る（詳細は、ハーデース、ペルセポネーの項を参照）。デーメーテールはゼウスに抗議するが、ゼウスは「冥界の王であるハーデースならば夫として不釣合いではないだろう」と言い訳する。デーメーテールはこれに激怒し、天界を捨て老女に変身しアッティカ地方のエレウシースに下った。この放浪の間のデーメーテールの行動についての伝説が各所に残されている。

### ペルセポネーの帰還
デーメーテールが地を放浪する間、大地は荒廃した。ゼウスは虹の女神イーリスを遣わしデーメーテールを説得したが、女神は怒りを解かず、コレー（ペルセポネー）の帰還を求め、それを条件として大地の豊穣神としての管掌を果たすことを答える。
ゼウスはハーデースに女神の意向を伝え、ペルセポネーを地上に帰還させた。ペルセポネーの帰還はデーメーテールに喜びをもたらし、それによって大地は再び豊穣と実りを取り戻した。これは穀物が地下に播かれ、再び芽吹いて現れることを象徴する神話とされる。

#### 季節の起源

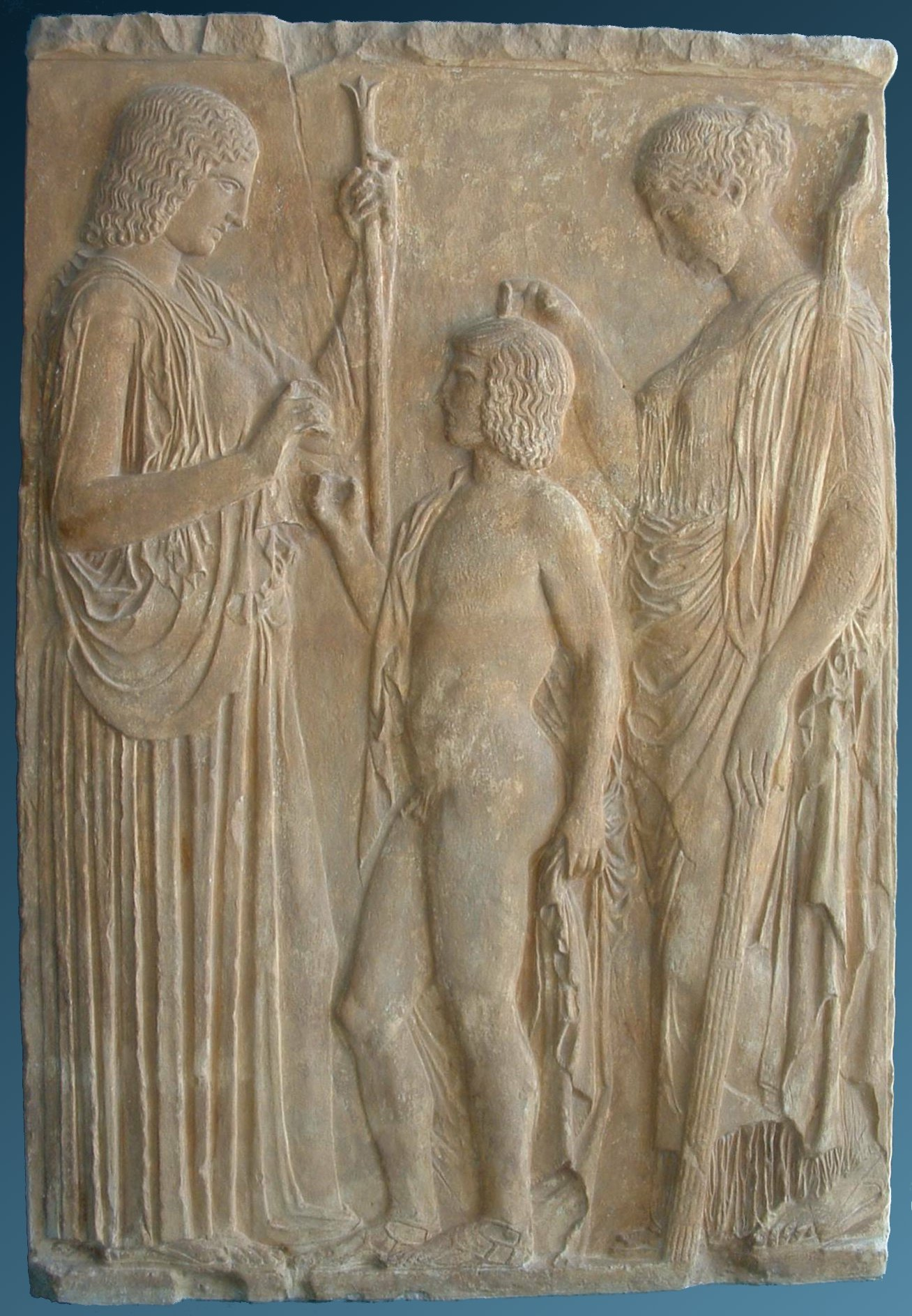
デーメーテール、トリプトレモス、ペルセポネー（紀元前490年頃の大理石レリーフ、アテネ国立考古学博物館所蔵）

ペルセポネーは地上に帰還したが、冥府においてザクロの実を幾つか口にしてしまった。冥府の食物を食べたものは、冥府の住民となる定めがあったが、デーメーテールはこれにも抗議した。ペルセポネーがどのような経緯で冥府の食物を食べたのか、自発的にか、ハーデースなどの策略によってか諸説ある。ザクロを食べた説でも、何粒食べたかについて、複数の説がある。
オリュンポスの秩序は守らねばならないが、デーメーテールの抗議も考慮せねばならないとして、ゼウスあるいは神々は、1年（12ヶ月）を食べてしまったザクロの実の数（4粒または6粒）で割り、1/3（または1/2）を冥府で、残りをデーメーテールの元で暮らすことで決着を付けた。デーメーテールはペルセポネーがハーデースの元で暮らしている間は実りをもたらすのをやめるようになった。これは季節・四季の起源譚である。
オウィディウスやアポロドーロスの主張によると、ペルセポネーがザクロを食べたことが明らかになったのは、河神アケローンと冥府のニュムペーのオルプネーあるいはゴルギューラの子アスカラポスの告げ口が原因であるという。これを恨んだデーメーテールは冥府の入口付近でアスカラポスの上に巨岩を置いた。後にアスカラポスはヘーラクレースによって助けられたが、デーメーテールは彼をミミズクに変えた。

### 秘儀の二柱女神
デーメーテールの祭儀の中心はアッティカ地方のエレウシースにあり、その秘儀は有名であった。他に「二柱の女神」の名でギリシア各地でコレー（ペルセポネー）と共に祀られた。アテーナイにはテスモポリア祭というデーメーテールのための祭があり、豊穣を祈るために、秋（ピュアネプシオーン月11日から13日）に女たちが祝った。アリストパネースの『女だけの祭』はこのテスモポリア祭を題材とする。

## デーメーテールとポセイドーン
アルカディア地方に伝わる神話では、デーメーテールは娘を捜して地上を放浪していた際、ポセイドーンに迫られた。デーメーテールは彼を避けて牝馬の姿となり、オンコス王の馬群の中に紛れ込んだ。しかしポセイドーンは彼女を発見し、自分も牡馬の姿となって女神と交わった。
この結果、デーメーテールは一人の娘と名馬アレイオーンを生んだ。娘の名はデスポイナと呼ばれるが、これは単に「女君主」の意に過ぎず、実際の名は密儀の参加者以外には明らかにされていない。この時のポセイドーンに対するデーメーテールの怒りはすさまじく、怒りの女神エリーニュスと呼ばれたほどであった。風光明媚で名高いラードーン川の流れで沐浴するまで女神の怒りは続いたとされる。
アルカディア地方のピガリアーにはデーメーテールとポセイドーンの婚姻が伝わる洞窟があり、ポセイドーンに対する怒りと、娘を攫われた悲しみから、黒衣を纏い、その洞窟に籠った。そのため大地は実らず、人々は飢えで滅びかけたという。この洞窟には馬の頭を持つデーメーテール像が祀られていたと伝えられている。これによればデーメーテールはゼウスを中心とする神話確立以前の馬を表徴とする大地母神で、ポセイドーンと対をなす女神だったと考えられる。

## その他
暗緑色の衣を纏った姿で描かれ、その象徴は小麦、芥子、水仙、豊穣の角、松明で、聖獣は豚である。

## ギャラリー

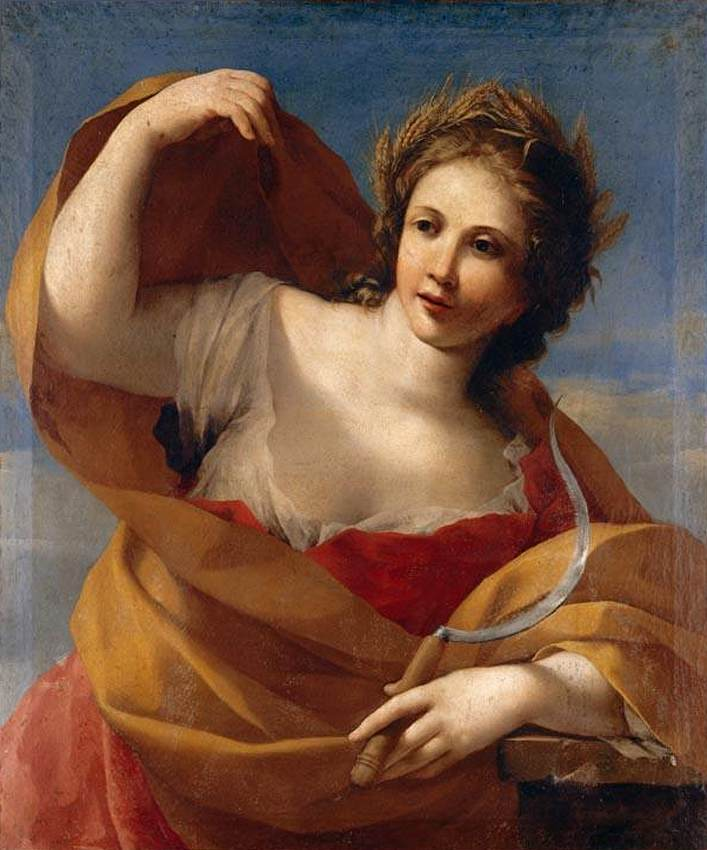
ジョヴァンニ・フランチェスコ・ロマネッリ（英語版）『ケレス』（1660年頃） 個人蔵
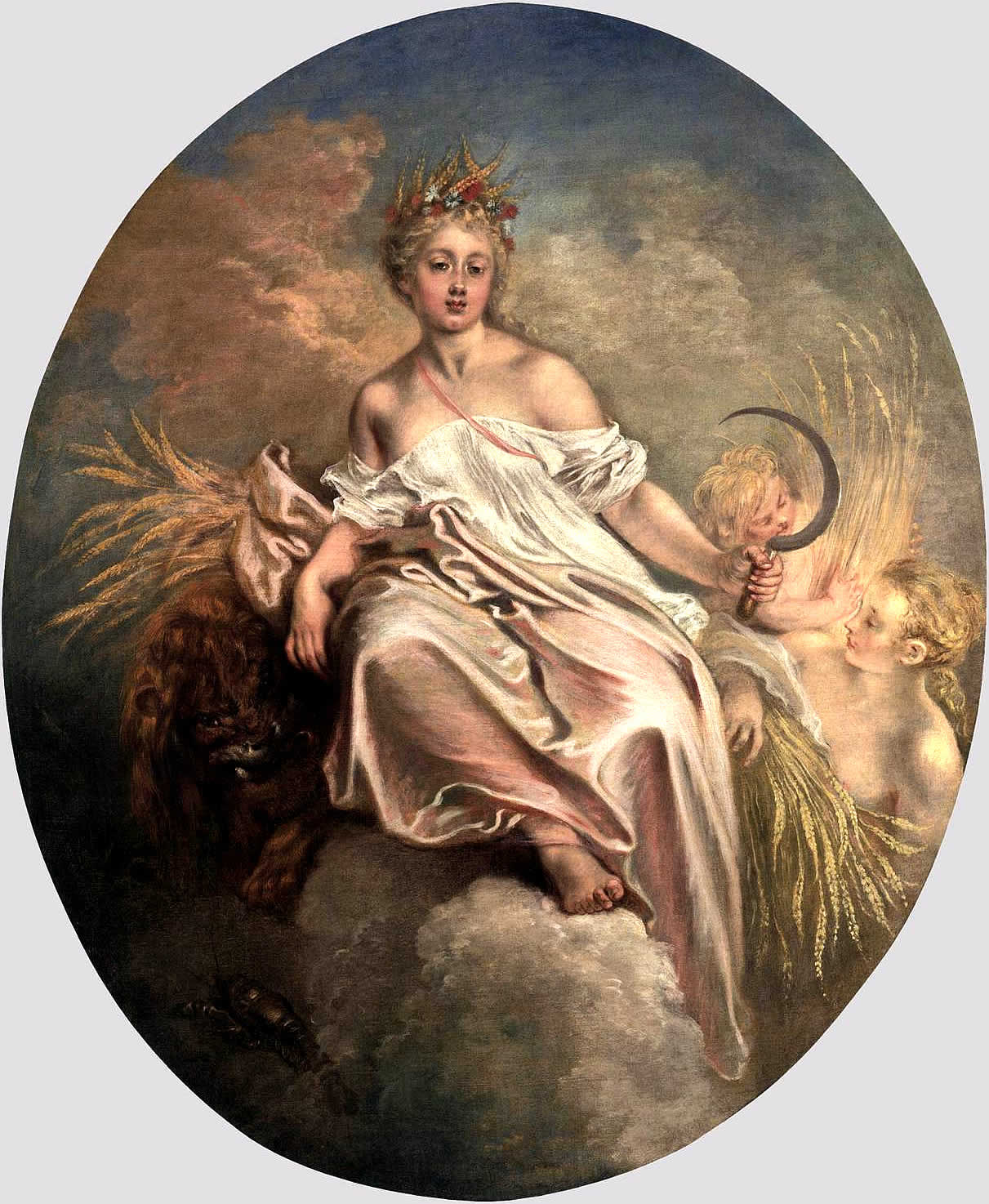
アントワーヌ・ヴァトー『ケレス』（1717年と1718年の間） ナショナル・ギャラリー所蔵
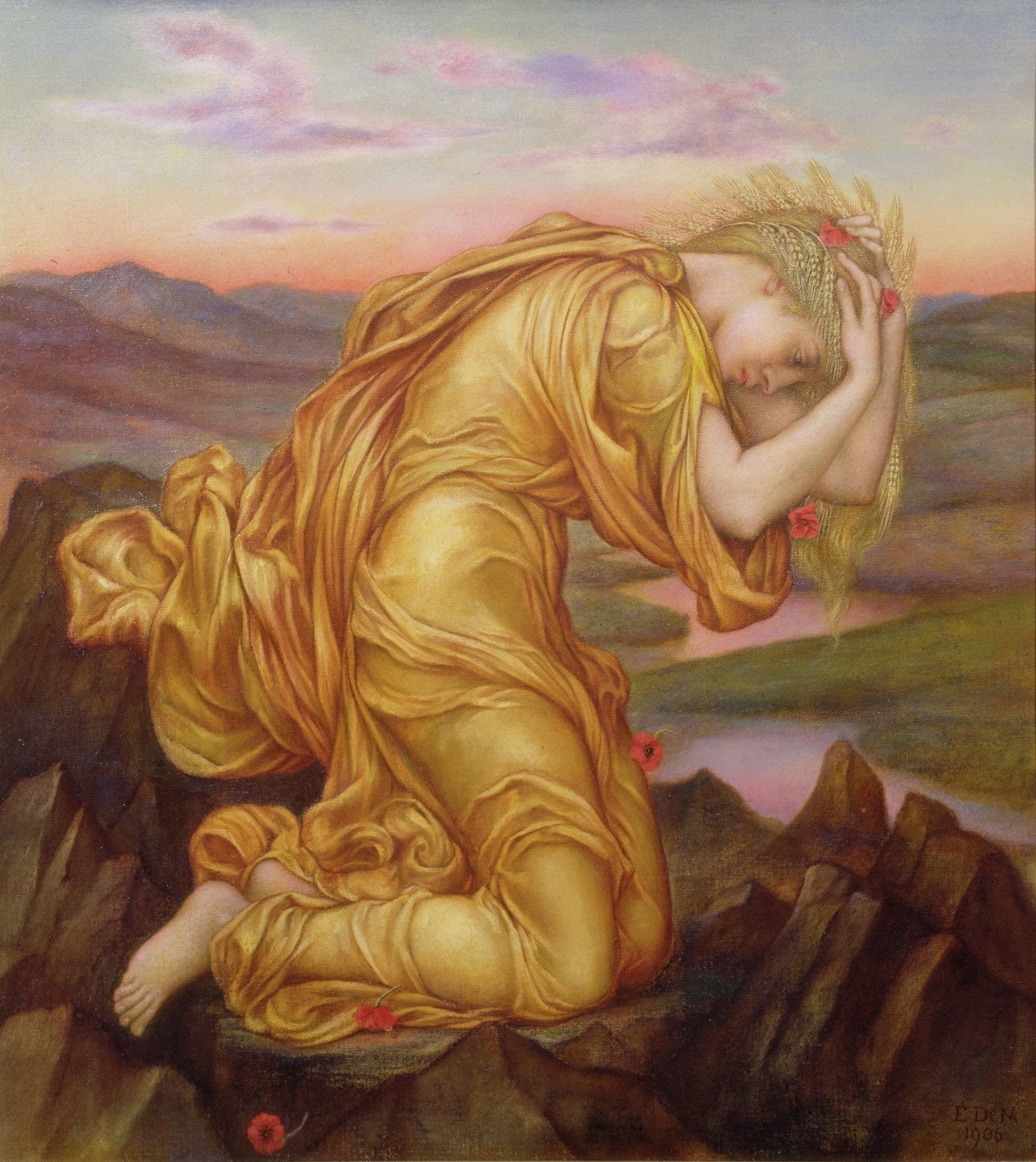
イーヴリン・ド・モーガン『ペルセポネーを悼んだデーメーテール』（1906年頃） ド・モーガン・センター（英語版）所蔵
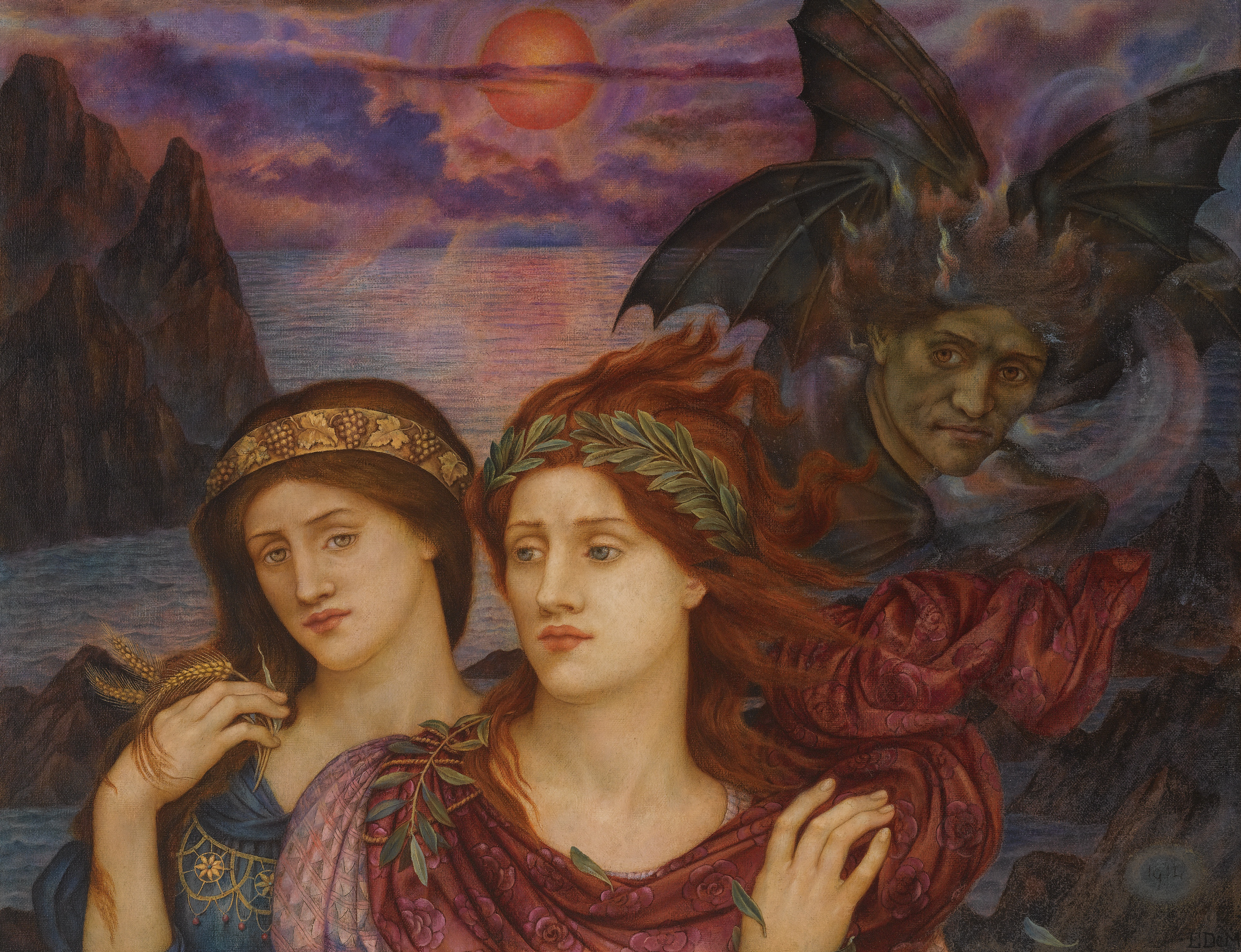
イーヴリン・ド・モーガン『幻覚：ペルセポネー、デーメーテール、ヘカテー』（1914年） 個人蔵
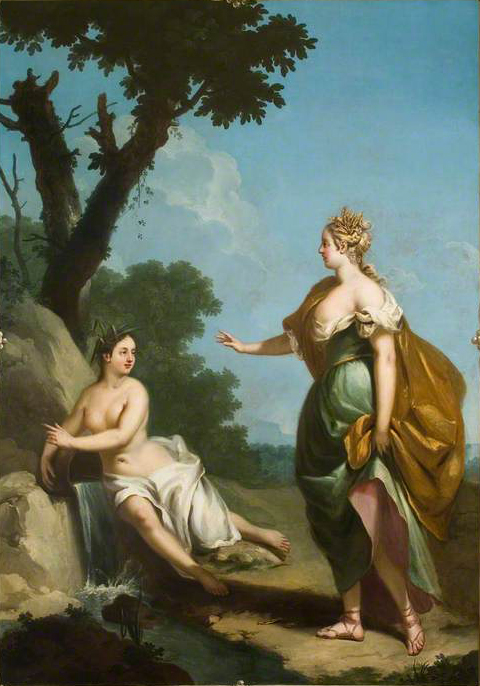
フランチェスコ・スレーター（英語版）『アレトゥーサはデーメーテールにペルセポネーの行方を教えた』（1732年） ムーア・パーク（英語版）所蔵
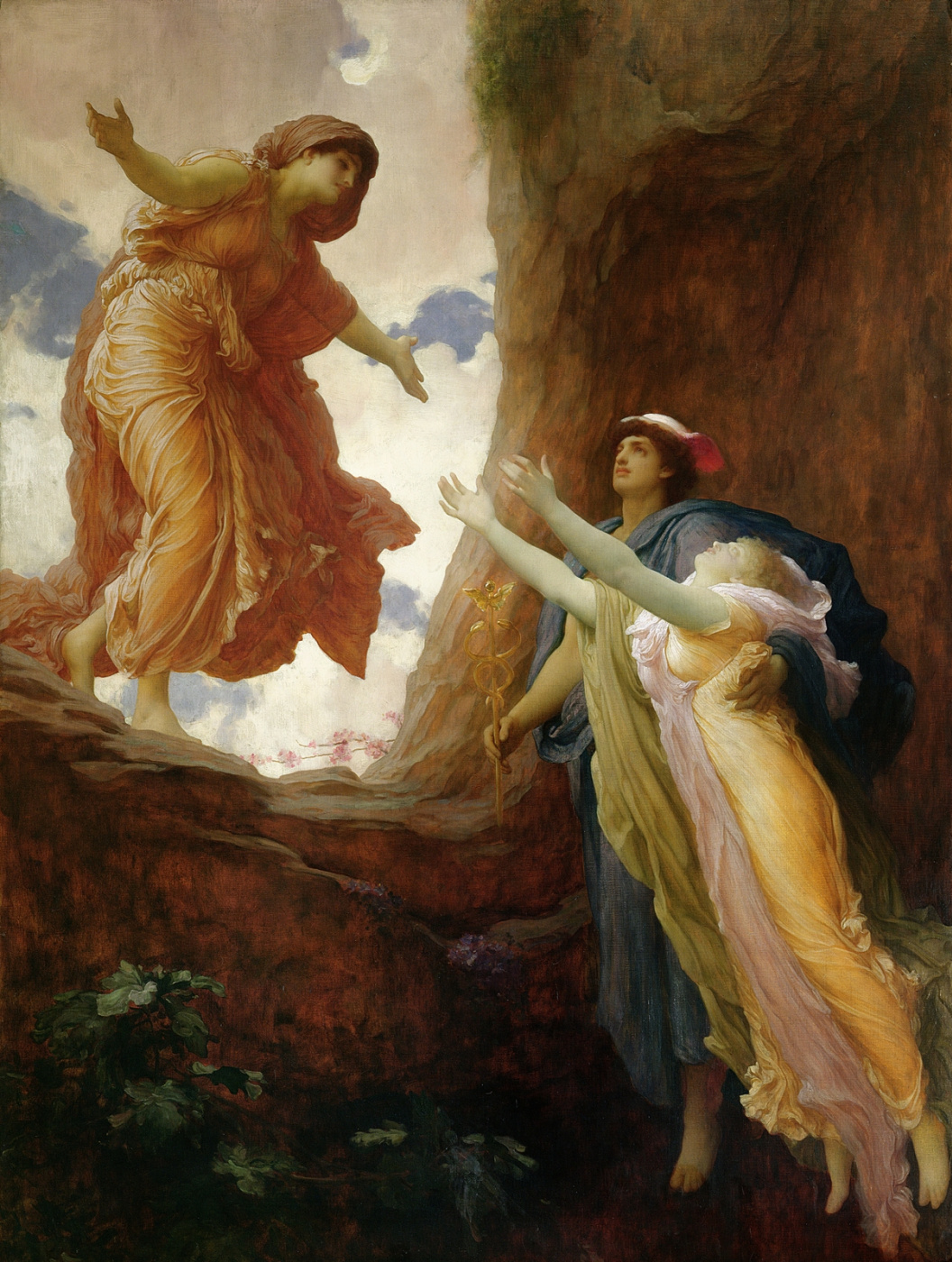
フレデリック・レイトン『ペルセポネーの帰還』（1891年） リーズ美術館（英語版）所蔵
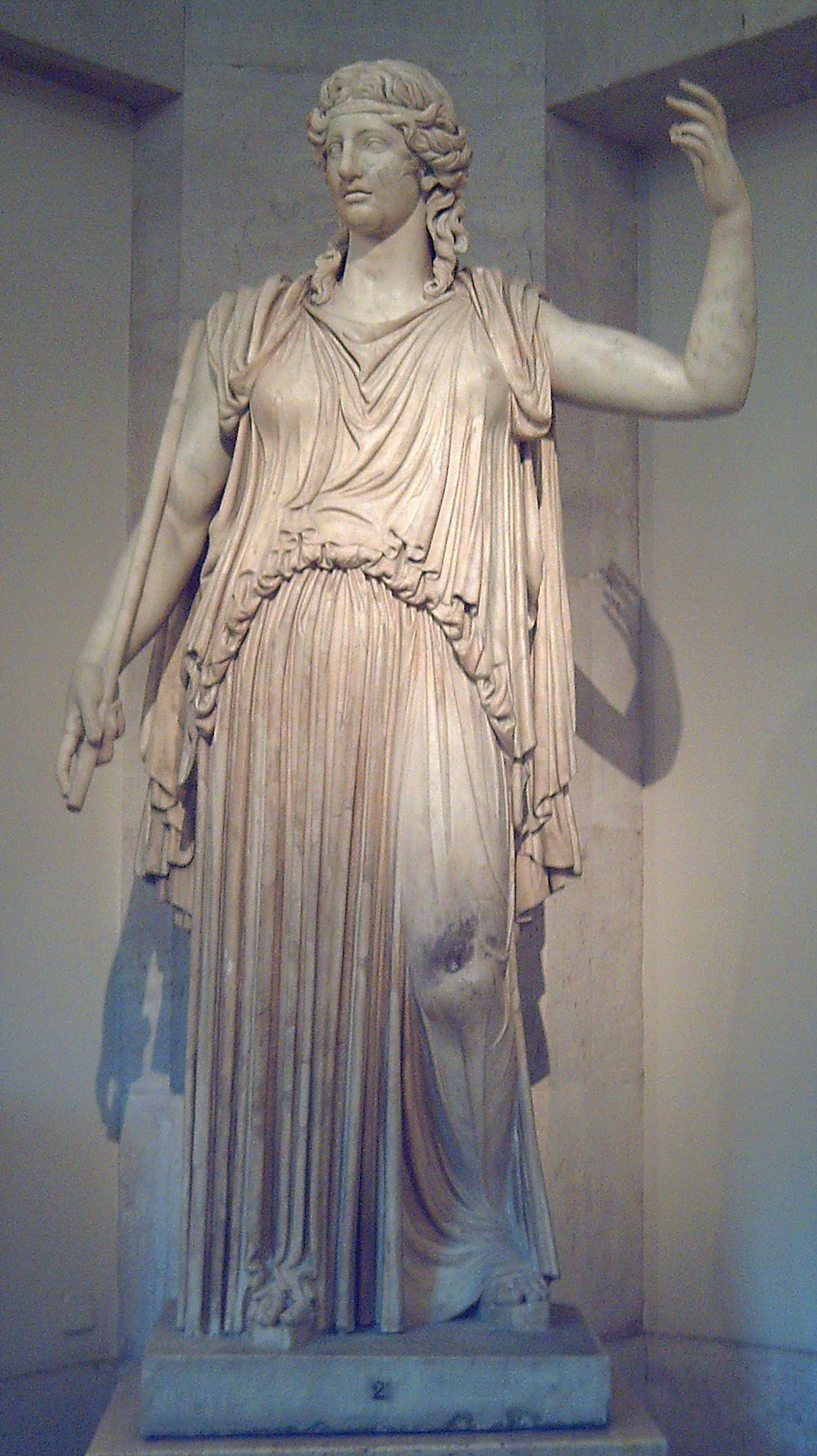
マドリード・カピトリオのデーメーテールの大理石像 プラド美術館所蔵
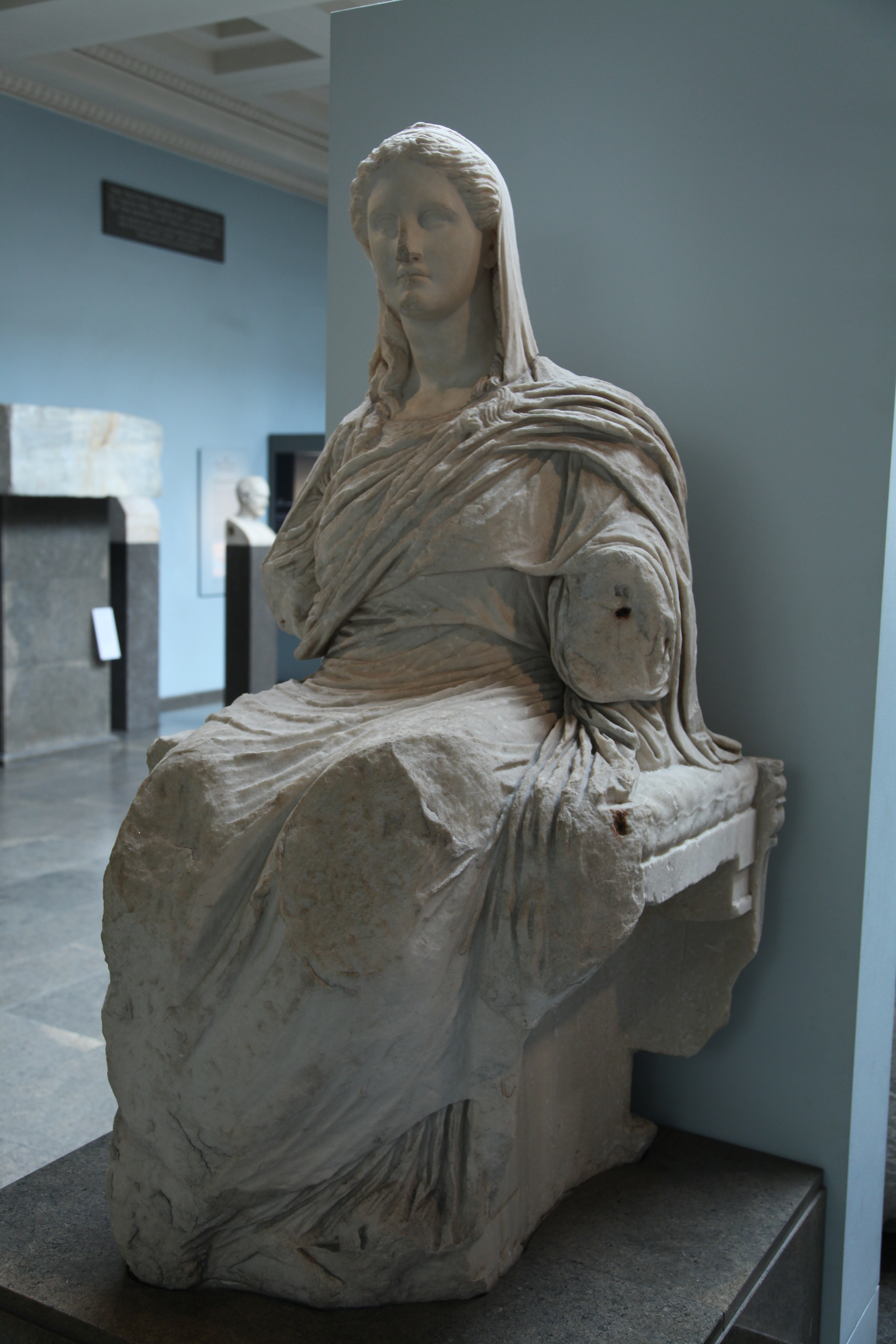
クニドスのデーメーテール像 大英博物館所蔵
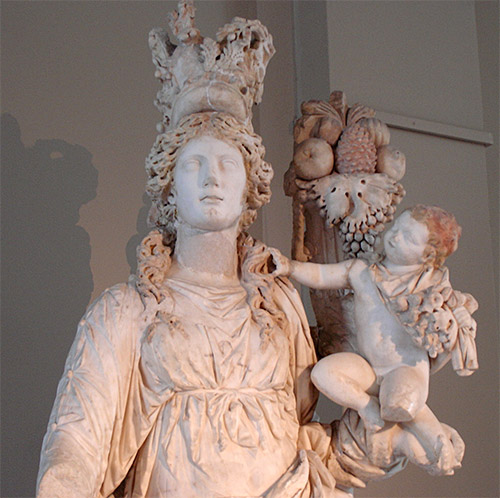
デーメーテールとプルートス
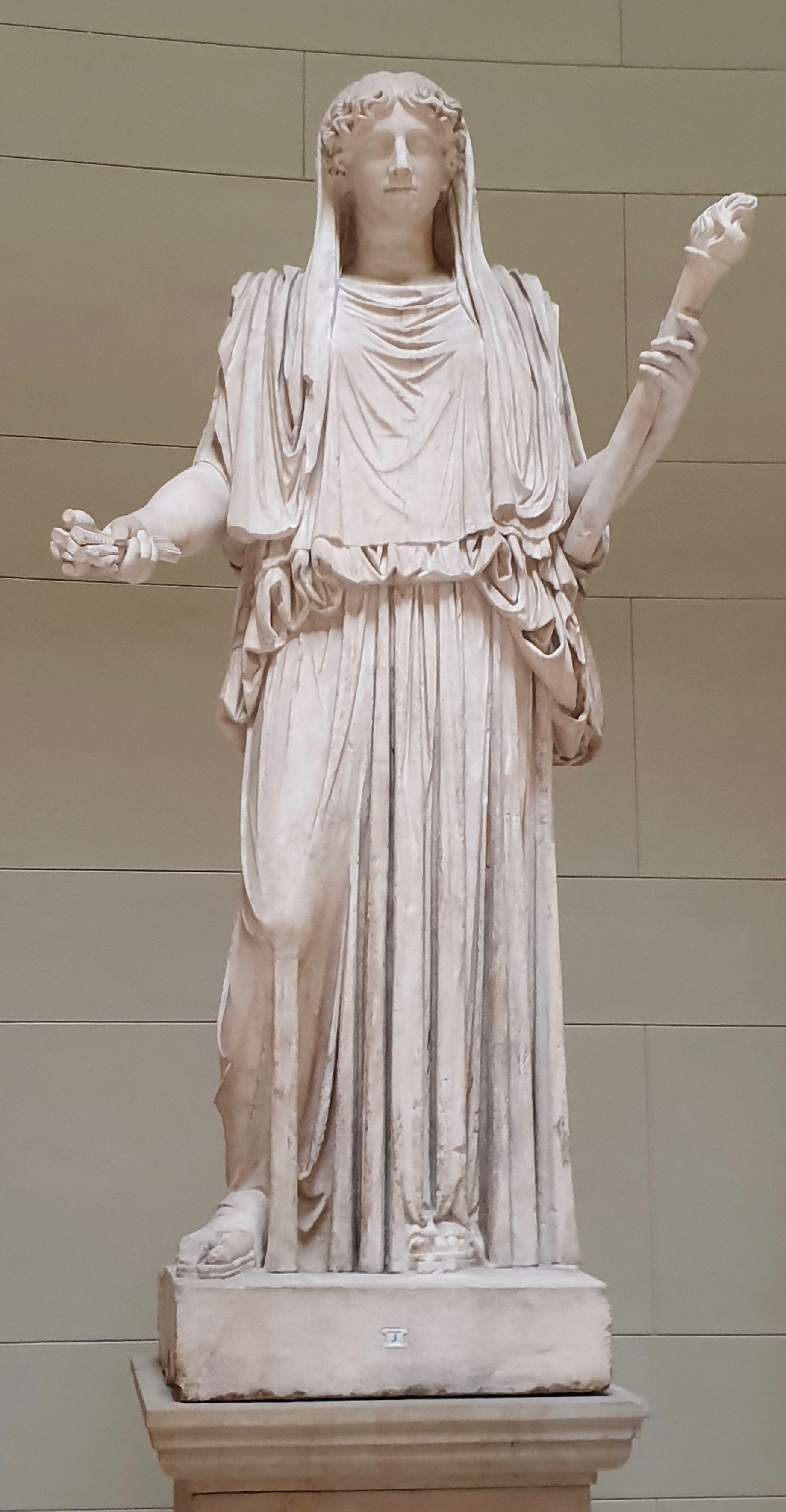
ロトンダのデーメーテール像 旧博物館所蔵
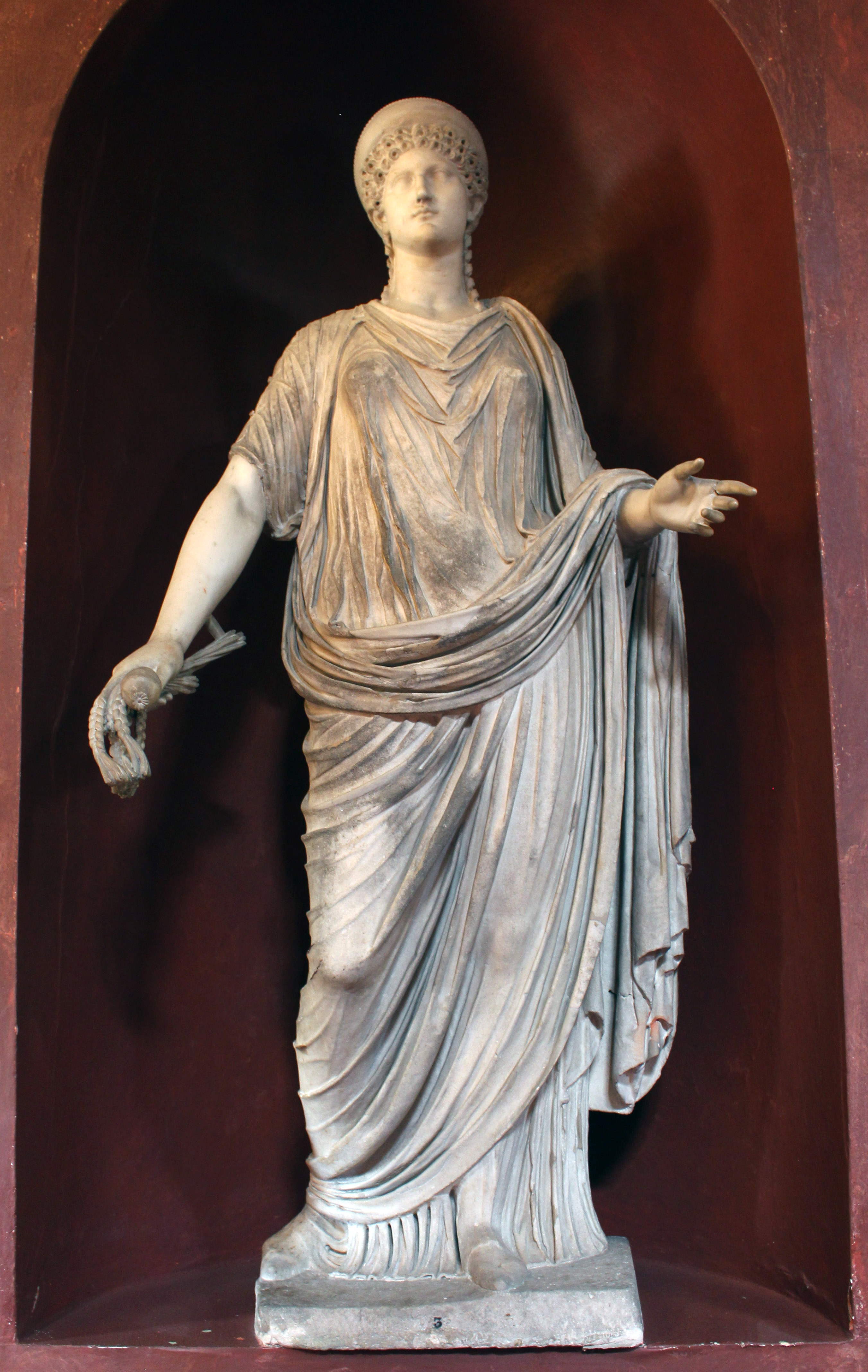
アグリッピナのケレス像
福岡市大濠公園のデーメーテール像